# Asiloidea
Asiloidea zijn een superfamilie van tweevleugeligen.

## Taxonomie
De volgende families zijn bij de superfamilie ingedeeld:
- Familie Bombyliidae (Wolzwevers) Latreille, 1802 (275 geslachten, 5382 soorten)
- Familie Asilidae (Roofvliegen) Latreille, 1802 (555 geslachten, 7531 soorten)
- Familie Cratomyiidae Mazzarolo & Amorim, 2000 (2 geslachten, 2 soorten)  †
- Familie Protapioceridae Ren, 1998 (1 geslacht, 3 soorten)  †
- Familie Mydidae Latreille, 1809 (66 geslachten, 498 soorten)
- Familie Apioceridae Westwood, 1835 (1 geslacht, 138 soorten)
- Familie Evocoidae Yeates, Irwin & Wiegmann 2006 (1 geslacht, 1 soort)
- Familie Apsilocephalidae Nagatomi, Saigusa, Nagatomi & Lyneborg, 1991 (4 geslachten, 7 soorten)
- Familie Scenopinidae (Venstervliegen) Burmeister, 1835 (25 geslachten, 420 soorten)
- Familie Protomphralidae Rohdendorf, 1957 (2 geslachten, 2 soorten)  †
- Familie Therevidae (Viltvliegen) Newman, 1834 (128 geslachten, 1143 soorten)